# Bhutaniella haenggii
Bhutaniella haenggii là một loài nhện trong họ Sparassidae.
Loài này thuộc chi Bhutaniella. Bhutaniella haenggii được Peter Jäger miêu tả năm 2001.